# Listă de filme americane din 2012
Aceasta este o listă de filme americane din 2012:
- 40 de zile și nopți[1] (în engleză 40 Days and Nights); r. Peter Geiger; cu Monica Keena, Alex Carter, Christianna Carmine.[2]
- 6 gloanțe (Six Bullets sau The Butcher), r. Ernie Barbarash; cu Jean-Claude Van Damme, Kristopher Van Varenberg
- 007: Coordonata Skyfall (007: Coordonata Skyfall), r. Sam Mendes; cu Daniel Craig, Javier Bardem
- Abraham Lincoln vs. Zombies, r. Richard Schenkman; cu Bill Oberst Jr., Jason Vail[3]
- Abraham Lincoln: Vânător de Vampiri (Abraham Lincoln: Vampire Hunter) r. Timur Bekmambetov, cu Benjamin Walker, Dominic Cooper.[4]
- Activitate paranormală 4 (Paranormal Activity 4) r. Henry Joost și Ariel Schulman, cu Kathryn Newton, Matt Shively[5]
- Cabana din pădure (The Cabin in the Woods) r. Drew Goddard (debut regizoral); cu Kristen Connolly, Fran Kranz
- Diavolul din tine (The Devil Inside) r. William Brent Bell; cu Fernanda Andrade, Simon Quarterman[6]
- Django dezlănțuit (Django Unchained) r. Quentin Tarantino; cu  Jamie Foxx, Christoph Waltz[7][8]